# 브리트니 그라이너
브리트니 이베트 그라이너(영어: Brittney Yevette Griner, 1990년 10월 18일~)는 미국의 농구 선수이다. 2013년부터 미국 여자 농구 협회(WNBA)의 피닉스 머큐리 소속으로 뛰고 있다.

## 경력
텍사스주 휴스턴에서 태어났다. 키가 6피트 9인치(206cm)인 그라이너는 남성용 17사이즈 신발을 신고 있으며 팔 길이는 87.5인치(222cm)다.
그라이너는 2016년 리우 올림픽에서 미국 여자 농구 국가대표팀을 우승으로 이끌었다. 2020년, 그라이너는 미국 국가 연주에 항의했고, 게임 개막전에서 국가가 연주되는 동안 코트에 있지 않을 것이라고 말했다. 그라이너는 일본 도쿄에서 열린 2020년 하계 올림픽에서 미국 여자 농구 국가대표팀에 다시 발탁되어 자신의 두 번째 금메달을 획득하였다.
2022년 2월 그라이너는 WNBA 오프 시즌 동안 러시아 프리미어 리그에서 뛰기 위해 러시아에 입국했다. 그러나 그라이너는 수하물에서 해시시 오일이 들어 있는 탄약통이 발견된 후 러시아 세관원에 의해 구금되었고, 나중에 밀수 혐의로 체포되었다. 재판은 7월 1일에 시작되었고 그라이너는 혐의에 대해 유죄를 인정했다. 8월 4일 징역 9년을 선고받았다. 2022년 11월, 그라이너는 모르도바 공화국 야바스에 있는 여자교도소인 IK-2로 이송되었다. 이 기간 동안 미국 관리들은 그라이너가 "부당하게 구금되었다"고 말했다. 12월 8일, 그라이너는 미국인 살해 공모 혐의로 25년 형 중 10년을 복역한 러시아 무기상 빅토르 부트와 죄수 교환으로 러시아에 의해 석방되었다.

## 개인사
2013년 2월 11일 그라이너는 레즈비언으로 커밍아웃하였다.
2018년 8월 셔렐 왓슨(Cherelle Watson)과 약혼했으며 2019년 6월 결혼했다. 이후 왓슨은 그녀의 성씨를 그라이너로 바꾸었다.